# Nazionale maschile di rugby a 15 del Kirghizistan
La nazionale di rugby XV del Kirghizistan rappresenta la Kirghizistan nel rugby a 15 in ambito internazionale, dove è inclusa fra le formazioni di terzo livello.